# Красножон Яків Денисович
Яків Денисович Красножо́н (11 листопада 1911, Жашків — 9 вересня 1987, Суми) — український радянський скульптор; член Спілки радянських художників України з 1967 року. Почесний громадянин міста Сум.

## Біографія
Народився 29 жовтня [11 листопада] 1911року у містечку Жашкові, Таращанського повіту, Київської губернії Російської імперії (нині місто Черкаської області, Україна). Упродовж 1930—1931 років навчався на художньому робітфаці; у 1931—1933 роках — у Харківському художньому інституті, був учнем Семена Прохорова. У 1937 році закінчив історичний факультет Одеського університету. Брав участь у німецько-радянській війні.
Жив у місті Сумах, в будинку на вулиці Тургенєва № 34. Помер в Сумах 9 вересня 1987 року.

## Творчість
Працював в галузі монументальної пластики, станкової і декоративної скульптури. Використовував гіпс, бронзу, мармур, дерево. Серед робіт:
портрети
- «Іван Котляревський» (1958);
- «Леонід Глібов» (1960);
- «Костянтин Ушинський» (1961);
- «Микола Лисенко» (1961);
- «Володимир Сосюра» (1964);
- «Винахідник-раціоналізатор насосного заводу В. Баєв» (1966—1967);
- «Іван Франко» (1968);
- «Устим Кармелюк» (1968—1970);
- «Великий садовод Володимир Симиренко» (1968—1970, дерево);
- «Герой громадянської війни Іван Дубовий» (1968—1970, дерево);
- «Олександр Олесь» (1969);
- «Василь Блакитний» (1969, бронза);
- «Олександр Довженко» (1970);
- «Леся Українка» (1975);
- «Іван Гонта» (1977);
- «Тарас Шевченко (Думи мої, думи мої)» (1978);

композиція
- «Тарас Шевченко і Михайло Щепкін» (1971, гіпс).

пам'ятники
- Тарасові Шевченку в Сумах (1957, залізобетон; архітектор Микола Махонько);
- Тарасові Шевченку в Конотопі (1959, гіпс);
- Тарасові Шевченку в селі Шевченковому Конотопського району (1959, бетон)[2];
- Тарасові Шевченку в Недригайлові (1962, бетон; архітектор Микола Махонько);
- Павлу Грабовському у селі Грабовському (1964, чавун; архітектор М. Сиденко);
- Тарасові Шевченку в Лебедині (1964, чавун);
- Уститу Кармелюку у селі Кармалюковому (1965, залізобетон);
- Івану Федьку у Сумах (1967, залізобетон; архітектор Е. Клочко);
- Тарасові Шевченку в Жашкові (1972, встановлений у 1985 році).

|                               |                                      |                                      |                                  |
| Пам'ятник Т. Шевченку в Сумах | Пам'ятник Т. Шевченку в Шевченковому | Пам'ятник Т. Шевченку в Недригайлові | Пам'ятник Т. Шевченку в Лебедині |

Брав участь у мистецьких виставках з 1960 року, персональні відбулися у Сумах у 1972 та 1975 роках.
Окремі роботи зберігаються у Сумському художньому музеї, Жашківському історичному музеї.